# Droga wojewódzka 265
Die Droga wojewódzka 265 (DW 265) ist eine 44 Kilometer lange Droga wojewódzka (Woiwodschaftsstraße) in der polnischen Woiwodschaft Kujawien-Pommern und der Woiwodschaft Masowien, die Brześć Kujawski mit Gostynin verbindet. Die Strecke liegt im Powiat Włocławski und im Powiat Gostyniński.

## Streckenverlauf
Woiwodschaft Kujawien-Pommern, Powiat Włocławski
-  Brześć Kujawski (Brest, Kujawisch Brest) (DK 62, DW 268, DW 270)
- Gruźlin
- Kolonia Dębice
- Kruszyn (Kruschyn)
- Ludwinowo (Ludwigsfeld)
- Dębice (Eichland)
- Nakonowo
- Gołaszewo
- Kowal (A 1, DK 91, DW 269)
- Rakutowo
- Więsławice-Parcele
- Świątkowice (Dankstett)
- Baruchowo
- Patrowo

Woiwodschaft Masowien, Powiat Gostyniński
- Górki Pierwsze
- Rumunki
-  Gostynin (DK 60, DW 573, DW 581)